# Stefan Wyspiański
Stefan Władysław Julian Wyspiański (ur. 7 sierpnia 1892 w Krakowie, zm. 19 czerwca 1942) – pułkownik piechoty Wojska Polskiego II RP i Polskich Sił Zbrojnych, kawaler Orderu Virtuti Militari.

## Życiorys
Stefan Wyspiański urodził się 7 sierpnia 1892 w Krakowie, jako syn Ferdynanda. 20 sierpnia 1914 został odkomenderowany z 19 pułku piechoty Obrony Krajowej do Legionu Wschodniego, w którym objął dowództwo plutonu w 9 kompanii. W następnym miesiącu, po rozwiązaniu Legionu Wschodniego, został przeniesiony do Legionu Zachodniego. W październiku służył w batalionie uzupełniającym kapitana Andrzeja Galicy. W styczniu 1915 został przeniesiony do III batalionu 2 pułku piechoty, w którym objął komendę nad 11 kompanią. Po reorganizacji pułku został komendantem plutonu w 9 kompanii . W czasie służby w Legionach Polskich awansował kolejno na stopień: chorążego (4 listopada 1914), podporucznika (14 marca 1915), porucznika (1 listopada 1915) i kapitana (1 listopada 1916).
Po zakończeniu I wojny światowej, jako były oficer Legionów Polskich został przyjęty do Wojska Polskiego i zatwierdzony do stopnia majora. Od stycznia do 21 grudnia 1919 pełnił funkcję dowódcy 33 pułku piechoty. Od 12 lipca 1920 do 1 marca 1921 był dowódcą batalionu zapasowego 2 pułku piechoty Legionów. 
Został awansowany na stopień podpułkownika piechoty ze starszeństwem z dniem 1 czerwca 1919. W 1923 był zastępcą dowódcy 39 pułku piechoty w Jarosławiu. W kwietniu 1924 został przeniesiony do 68 pułku piechoty w Krotoszynie na stanowisko zastępcy dowódcy pułku. Od sierpnia 1926 do grudnia 1928 pełnił stanowisko dowódcy 30 pułku piechoty w Warszawie. 16 marca 1927 roku został mianowany pułkownikiem ze starszeństwem z 1 stycznia 1927 roku i 11. lokatą w korpusie oficerów piechoty. Z dniem 28 lutego 1929 został przeniesiony w stan spoczynku. 
W 1934 roku pozostawał w ewidencji Powiatowej Komendy Uzupełnień Warszawa Miasto III. Posiadał przydział do Oficerskiej Kadry Okręgowej Nr I. Był wówczas „w dyspozycji dowódcy Okręgu Korpusu Nr I”.
Podczas II wojny światowej był oficerem Polskich Sił Zbrojnych w stopniu pułkownika. Zmarł 19 czerwca 1942. Został pochowany na brytyjskim cmentarzu wojennym w Ramleh w Palestynie (miejsce T-14).

## Ordery i odznaczenia
- Krzyż Srebrny Orderu Wojskowego Virtuti Militari nr 6974
- Krzyż Niepodległości (9 listopada 1931)[17]
- Krzyż Walecznych
- Medal Zwycięstwa (Médaille Interalliée)